# Eliud Kipchoge
Eliud Kipchoge (ur. 5 listopada 1984 w Kapsisiywa koło Kapsabet) – kenijski lekkoatleta, czterokrotny medalista olimpijski i dwukrotny medalista mistrzostw świata. Specjalizuje się w biegach długodystansowych oraz przełajowych.

## Kariera
W 2003 zdobył mistrzostwo świata juniorów w biegu przełajowym, a następnie na mistrzostwach świata w Paryżu w tym samym roku został niespodziewanie zwycięzcą biegu na 5000 m w znakomitym czasie 12:52,79, wygrywając o 0,04 sekundy z Hichamem El Guerroujem.
Na tym samym dystansie zdobył brązowy medal podczas igrzysk olimpijskich w Atenach w 2004. Na mistrzostwach świata w Helsinkach w 2005 zajął 4. miejsce w biegu na 5000 metrów. Kipchoge został brązowym medalistą halowych mistrzostw świata w Moskwie w 2006 w biegu na 3000 metrów.
Zdobył także dwa srebrne medale w drużynie na Mistrzostwach Świata w Biegach Przełajowych 2004 i w 2005, oba na długim dystansie. Indywidualnie był czwarty i piąty.
31 grudnia 2006 w Madrycie uzyskał wraz z Zersenayem Tadese z Erytrei najlepszy wynik w biegu ulicznym na 10 km (26:54), poprawiając dotychczasowy rekord należący do Haile Gebrselassie (27:02). Obaj zawodnicy uzyskali ten sam czas, ale zwycięzcą został Kipchoge. Wynik ten nie został uznany za oficjalny rekord świata, ponieważ trasa miała w pewnym momencie zbyt duży spadek.
W 2007 na mistrzostwach świata w lekkoatletyce wywalczył srebrny medal na dystansie 5000 metrów. Szybszy był tylko Bernard Lagat.
Na igrzyskach olimpijskich w Pekinie, startując na dystansie 5000 metrów, zdobył srebrny medal, przegrywając z Etiopczykiem Kenenisą Bekele.
W 2010 zdobył srebrny medal w biegu na 5000 metrów podczas igrzysk Wspólnoty Narodów.
W 2016 podczas igrzysk olimpijskich w Rio de Janeiro zdobył złoty medal, zwyciężając w maratonie.
W 2018 podczas maratonu w Berlinie ustanowił rekord świata w tej konkurencji – 2:01:39
12 października 2019 ustanowił nieoficjalny rekord świata przebiegając w Wiedniu dystans maratonu  w  1:59:40, jako pierwszy uzyskując czas poniżej 2 godzin. 
8 sierpnia 2021 obronił tytuł mistrza olimpijskiego w maratonie podczas Igrzysk Olimpijskich w Tokio
25 września 2022 w berlińskim maratonie, poprawił czasem 2:01:09 należący do niego rekord świata o 30 sekund (rekord ten przetrwał do 8 października 2023, obecnie jest to 2. wynik w historii światowej lekkoatletyki).